# کالاولدنیا
کالاولدنیا (به لاتین: Kalaweldeniya) یک منطقهٔ مسکونی در سری‌لانکا است که در استان مرکزی (سری‌لانکا) واقع شده‌است.